# Alex Amaral
Alexandre Amaral Moreira, conegut artísticament com a Alex Amaral (São João da Boa Vista, São Paulo, Brasil, 21 de setembre de 1968), es un actor brasiler resident a Madrid.
Aviat va començar a desenvolupar la seva carrera d'Art Dramàtic iniciant-se en teatre l'any 1985, quan es trasllada a Goiânia, estat de Goiás Brasil, allí estudia Art Dramàtic en la "Fundação Artes Cênicas" (FACE - Fundació Arts Escèniques) dirigida per Hugo Zorzetti, just després debuta amb l'obra "Era Uma Vez nos Anos 50" de Domingos de Oliveira sota la direcció d'Humberto Pedrancini.
En 1991, de retorn a la seva terra natal São Paulo, entra a formar part de la companyia de Teatro Os Satyros i amb l'espectacle Saló-Salomé sota la direcció de Rodolfo Vázquez García, amb aquesta obra fa la seva primera gira internacional venint des del Brasil a Portugal i Espanya. Ja vivint a Madrid després de superar el càsting de Pape Pérez per a La casa de los líos, l'actor va fer la seva primera intervenció en una sèrie televisiva espanyola.
El 2001 la directora de càsting, Rosa Estévez ho seleccionava en un càsting per a la pel·lícula Mortadel·lo i Filemó dirigida per Javier Fesser, en la qual va interpretar a un dels legionaris que són utilitzats pel Professor Bacterio per a provar la seva arma DDT. Després va treballar a altres títols de cinema com Besos de Gato, R2, el Caso del Cadáver sin Cabeza i La torre de Suso.
El 2005 Alex Amaral entra a formar part del Centre Dramàtic Nacional a Madrid treballant en l'obra Roberto Zucco, en la qual es va posar en la pell d'un personatge forçut que s'acarnissava en una baralla amb el protagonista de l'obra. L'obra, dirigida per Lluís Pasqual, s'endinsava en una societat violenta i al seu torn conformista; en la qual no es van escamotejar l'ús de vídeos de pel·lícules pornogràfica que insinuaven la seva degradació interior. En aquesta obra Alex Amaral encarnava la imatge de jove fort i violent, rude i alhora sensible. Iván Hermes, Carmen Machi, Patxi Freytez, Mercedes Sampietro i María Asquerino entre altres van completar el repartiment. L'obra li va donar a l'actor el premi de Millor Actor de Repartiment de l'any 2005 de la Unión de Actores y Actrices de Madrid. Mentre desenvolupava la seva trajectòria teatral en paral·lel va realitzar incursions en televisió amb títols com Cuéntame a TVE, Motivos Personales a Telecinco o Paco y Veva a TVE.
En 2014 es trasllada a la ciutat del Caire, Egipte per a representar en el Teatre Falaki l'obra "Brasil... Uma noite no Cairo", produïda per la companyia Teatro4M, sota la direcció de Marco Magoa i promogut per l'Ambaixada del Brasil al Caire.

## Teatre
| Any  | Obra de Teatre                                                                        | Director               | Autor de l'Obra                                            | Personatge           |
| 2017 | Anzóis no Aquário. Grupo de Teatro Exercício - Goiânia-Brasil.                        | Nilton Rodrigues.      | Hugo Zorzetti.                                             | Pedro.               |
| 2016 | África. Cia Delarte - Goiânia - Brasil                                                | Alex Amaral.           | Miguel Jorge.                                              | Dirección.           |
| 2016 | O Dia Em Que Explodiu Mabata Bata. Cia TROTAMUNDUS de Teatro - Goiânia-Brasil         | Jonatas Tavares.       | Mia Couto - Adaptação: Jonatas Tavares.                    | Valoyi.              |
| 2014 | Black el payaso/Il pagliacci.                                                         | Ignacio García.        | Pablo Sorozábal/Ruggero Leoncavallo.                       | Forçut de circ.      |
| 2014 | Brasil... Uma noite no Cairo.                                                         | Marco Magoa.           | Recopilació de diversos autors realitzada per Marco Magoa. | Marcelo.             |
| 2013 | Viril. Microteatro por dinero.                                                        | Rubén Mayo             | Rubén Mayo                                                 | Miguel.              |
| 2012 | Macbeth. Producción Teatro Real de Madrid.                                            | Dmitri Tcherniakov     | William Shakespeare                                        | Ciutadà.             |
| 2012 | Cyrano de Bergerac. Producció Teatro Real de Madrid.                                  | Petrika Ionesco        | Josef Haydn                                                | Souffleur.           |
| 2009 | La Vera Costanza. Producció Teatro Real de Madrid.                                    | Elio de Capitani       | Franco Alfano                                              | Pescador.            |
| 2008 | Alguien Silbó (y despertó a un centenar de pájaros dormidos). Cía. Imaginaria Teatro. | Antonio de Paco        | Antonio de Paco                                            | Home                 |
| 2006 | Black el Payaso. Cía. Teatro Español de Madrid.                                       | Ignacio García         | Pablo Sorozábal                                            | Mosso de Circ        |
| 2005 | Julio César (JULIUS CAESAR). Barbican Theatre London i Teatro Español                 | Deborah Warner         | William Shakespeare                                        | Ciutadà              |
| 2005 | Roberto Zucco. Centro Dramático Nacional. Teatro María Guerrero                       | Lluís Pasqual          | Bernard-Marie Koltès                                       | El Cachas            |
| 2002 | Se Bossa. Madrid.                                                                     | Alex Amaral            | Diversos Autors                                            | Cantant Solista      |
| 1996 | El retablillo de Don Cristóbal.                                                       | Alex Amaral            | Federico García Lorca                                      | Direcció             |
| 1996 | Historias para Contar.                                                                | Col·lectiva            | Diversos                                                   | Caputxeta Vermella   |
| 1993 | Farsa Para Guiñol                                                                     | Alex Amaral            | Federico García Lorca                                      | Don Cristobal        |
| 1993 | Pasión                                                                                | Alex Amaral            | Federico García Lorca                                      | Cantant              |
| 1992 | Saló-Salomé.                                                                          | Rodolfo Vásquez García | Iván Cabral i Rodolfo Vázquez García                       | La Gula              |
| 1991 | Era Uma Vez Nos Anos 50.                                                              | Alex Amaral            | Domingos de Oliveira                                       | Direcció             |
| 1990 | Brincadeiras.                                                                         | Ilson Araújo           | Raimundo Matos de Leão                                     | Juninho              |
| 1989 | Danhorê y Cabaret Goiano.                                                             | Marcos Fayad           | Popular i diversos autors                                  | Diversos personatges |

### Cinema
| Any de Producció | Pel·lícula                          | Personatge                |
| 2019             | Sem Retorno                         | Motorista                 |
| 2018             | Yucatán                             | Sicario 5                 |
| 2012             | El Misterio de Vera Drudi           | Blaide                    |
| 2012             | The Cold Light of Day               | Cesar                     |
| 2009             | La Poniponchi                       | Carlo                     |
| 2007             | La torre de Suso                    | Miguel                    |
| 2005             | R2 y El Caso del Cadáver Sin Cabeza | Antoine                   |
| 2003             | Besos de Gato                       | Porter núm. 2             |
| 2003             | Mortadel·lo i Filemó                | Legionari Encabronat n. 1 |

### Televisió
| Any d'emissió | Sèrie                   | Personatge                   |
| 2010          | Tierra de Lobos         | Forçut                       |
| 2009          | Somos Cómplices         | Louis                        |
| 2008          | Hermanos y Detectives   | César                        |
| 2008          | La Que Se Avecina       | Oswaldo                      |
| 2008          | Cuenta Atrás            | João                         |
| 2007          | Ascensores              | Walter                       |
| 2007          | Como el Perro y el Gato | Pistoler                     |
| 2007          | Quart                   | Malalt del psiquiàtric       |
| 2006          | Cuentame Como Pasó      | Conductor d'autobús (Lisboa) |
| 2005          | Motivos personales      | Ramírez                      |
| 2004          | Paco y Veva             | Faraona de Parla             |
| 2001          | Géminis                 | Policía d'Aduana             |
| 1997          | La Casa de los Líos     | Amic 1                       |
| 2006          | O Salvador da Patria    | Artista Martim Cerere        |

### Ràdio
| Any de producció | Programa                                                                          | Estudi                         |
| 1991             | Radioteatre                                                                       | Estudio M3                     |
| 1991             | Doblatge                                                                          | BKS                            |
| 1990             | Radioteatre                                                                       | Radio Brasil Central           |
| 1989             | Publicitat per ràdio de les empreses: “Televendas Ene Esse”, “Opus Audio y Vídeo” | Opus                           |
| 2005 - 2006      | Locucions per tascons publicitaris                                                | Genexies Producciones. Madrid. |

## Premis i candidatures
Premis Unión de Actores
| Any  | Premi - Categoria                                                       | Obra                                         | Resultat  |
| ---- | ----------------------------------------------------------------------- | -------------------------------------------- | --------- |
| 2016 | Premi Melhor Ator Protagonista - Filme NÓDOAS - categoría Actor.        | Festival de Cinema de Senador Canedo - Goiás | Guanyador |
| 2016 | Premi Claquete de Prata - Melhor Ator - Filme NÓDOAS - categoría Actor. | Festival de Filmes de Faina - Goiás          | Guanyador |
| 2014 | Premi personalitat de l'any 2014 - categoria Actor.                     | Revista BrazilcomZ.                          | Guanyador |
| 2005 | Premi Unión de Actores al millor actor de repartiment de teatre         | Roberto Zucco                                | Guanyador |